# Alban (Tarn)
Alban é uma comuna francesa na região administrativa de Occitânia, no departamento de Tarn. Estende-se por uma área de 9,82 km². Em 2010 a comuna tinha 973 habitantes (densidade: 99,1 hab./km²).